# Bejaria aestuans
Bejaria aestuans är en ljungväxtart som beskrevs av Carl von Linné. Bejaria aestuans ingår i släktet Bejaria och familjen ljungväxter. Inga underarter finns listade i Catalogue of Life.

## Bildgalleri

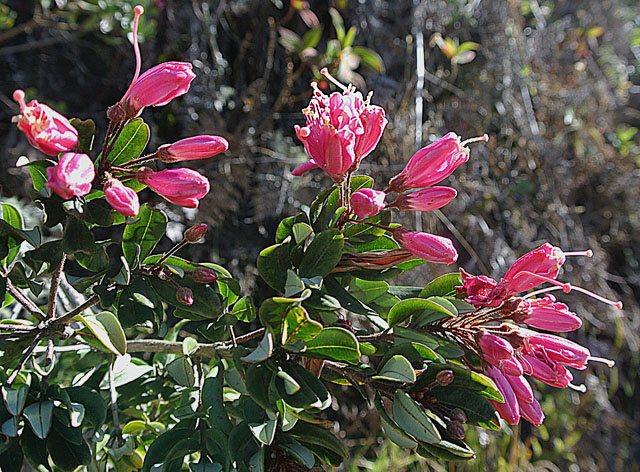